# Villa Sandino
Villa Sandino también conocido como San Francisco de Chontales es un municipio del departamento de Chontales en la República de Nicaragua. La cabecera municipal está ubicada a 194 kilómetros de Managua. Su nombre de fundación fue Villa Somoza.

## Geografía
El territorio se considera en su casi total extensión quebrado, irregular y rocoso atendiendo a las montañas y serranías que se extienden por todos los rumbos de su área. 
Entre las montañas y alturas, merecen mencionarse: Cerro Santa Clara, Cerro Maciza, Cerro Gateada, Quinama o Kinama, Angostura, Garrobo Grande, Guarumo, Lajeroso, El Riito, Muluco, Las Pavas, Muhán y El Chilamate. 
Los principales ríos del municipio son: Mico, Rama, Bulum, El Chilamate, Muhán, Quinama o Kinama, Kamusasca, Kiriligua. Todos estos ríos mantienen un caudal constante durante todo el año.

### Límites
El término municipal limita al norte y oeste con el municipio de Santo Tomás, al sur con los municipios de Acoyapa y El Coral, y al este con el municipio de Muelle de los Bueyes.

## Historia
El municipio tuvo su origen en 1892  en un antiguo caserío (formado por apenas tres casas) conocido con el nombre de "Pueblo Viejo", en la ruta desde Juigalpa hacia los municipios de El Rama y Muelle de los Bueyes. 
Se constituyó como municipio en 1942. 
En 1979 sus pobladores decidieron cambiar el nombre a "Villa Sandino", nombre oficial del municipio en el Presupuesto nacional de la República.
Con el propósito de no seguir imponiendo nombres que tengan vínculos políticos, el 19 de agosto de 1992, las autoridades de ese entonces deciden llamarle "San Francisco de Chontales" en honor al padre misionero montfortiano Francisco Setzer (1911-2000), quien llegó a Nicaragua junto con Teodore Murphy y Evaristo Brown desde la Viceprovincia de los Estados Unidos e impulsó la realización de varias obras sociales y de infraestructura en municipios del departamento de Chontales.

## Demografía
Villa Sandino tiene una población actual de 15,189 habitantes. De la población total, el 49.6% son hombres y el 50.4% son mujeres. Casi el 55.7% de la población vive en la zona urbana.

## Clima
El municipio tiene un clima tropical de sabana, su temperatura oscila entre los 25 a 28 °C y la precipitación anual de 2000 mm.

## Localidades
Presenta una tipología única que quiebra los esquemas organizativos territoriales debido a que es el único municipio que se perfila con su cabecera municipal y cuatro poblados casi de igual magnitud en cuanto a población y estructura urbanística y en donde cada poblado posee sus comarcas:
- VILLA SANDINO
  - Angostura N.º 1
  - Angostura N.º 2
  - Guarumo
  - Lajeroso
  - Las Hamacas
  - Riito
  - Santa Clara
- LA GATEADA
  - Chilamate
  - Kamusaska N.º 1
  - Kamusasca
  - La Curva
  - Las Paces
- MUHAN
  - Chaguitillo
  - Garrobo Grande
  - El Brujo
  - Las Pava
- EL CHILAMATE
- EL GUAPINOL

## Economía
La principal actividad económica del municipio es la ganadería, sobre todo para producción láctea, aunque también es importante la comercialización de ganado en pie, el cual se comercializa a otros sectores del país que tienen mataderos. 
La agricultura históricamente ha sido una actividad de carácter secundario en relación con la ganadería, esta es destinada para autoconsumo de la población.

## Educación

### Sistema educativo
El sistema de educación en Villa Sandino es público, y en la cabecera municipal se cuenta con dos escuelas primarias: Escuela "Reverendo Francisco Setzer" y la Escuela "María Vargas Martínez". Una escuela de educación preescolar "Caperucita Roja".
La educación secundaria es impartida en el Instituto Nacional "Juan Mejía Espinoza", fundado en el año de 1972.